# Sälsjön, Härjedalen
Sälsjön är en sjö i Härjedalens kommun i Härjedalen och ingår i Ljusnans huvudavrinningsområde. Sjön har en area på 0,24 kvadratkilometer och ligger 471 meter över havet. Sjön avvattnas av vattendraget Amsån.

## Delavrinningsområde
Sälsjön ingår i det delavrinningsområde (685670-142256) som SMHI kallar för Utloppet av Sälsjön. Medelhöjden är 506 meter över havet och ytan är 5,23 kvadratkilometer. Det finns ett avrinningsområde uppströms, och räknas det in blir den ackumulerade arean 11,86 kvadratkilometer. Amsån som avvattnar avrinningsområdet har biflödesordning 3, vilket innebär att vattnet flödar genom totalt 3 vattendrag innan det når havet efter 233 kilometer. Avrinningsområdet består mestadels av skog (71 procent) och sankmarker (19 procent). Avrinningsområdet har 0,24 kvadratkilometer vattenytor vilket ger det en sjöprocent på 4,6 procent.